# نيكي
نيكي هي بلدية في اليابان، وبلدة في اليابان، تقع في Yoichi District, Hokkaido ‏، بلغ عدد سكانها 3,345 نسمة وذلك حسب إحصائيات سنة 2018، تبلغ مساحتها 167.93 كيلومتر مربع.